# Eduard Habicher
Eduard Habicher (Malles Venosta, 1956) è uno scultore italiano.
Conseguito il diploma all'Accademia di belle arti di Firenze, Habicher ha vissuto fino al 1984 nel capoluogo fiorentino, per poi spostarsi a Merano. La scelta dei materiali usati nelle sue sculture - pietra, legno e acciaio - risentono delle influenze da un lato dell'Arte Povera italiana, dall'altro dell'opera di Joseph Beuys. Nel 1989 il Tiroler Landesmuseum di Innsbruck, e nel 1991 il Museion di Bolzano, gli hanno dedicato delle mostre personali.
Secondo il critico d'arte italiano Enrico Crispolti lo spazio nelle opere di Habicher è "sia mentale che fisico", ed è "dinamico, in espansione, dilatato e dilatabile".

## Selezione di mostre
- 1987: IV. Festival di Arte Musica Teatro, Villa Faraldi, Imperia
- 1989: Tiroler Landesmuseum, Innsbruck
- 1991: Museion, Bolzano
- 1993: Galleria Civica d'Arte Contemporanea, Trento
- 2001: Galleria Studio G7, Bologna
- 2003: Galleria Atrium, Lecce
- 2005: Art Studio Debettin, Brunico
- 2007: Buonanno Arte Contemporanea, Mezzolombardo
- 2008: Galleria Civica, Arco
- 2010: Eduard Habicher & Der Rote Faden am Hafen, galerie son-Wallhöfe-Historischer Hafen, Berlino